# غريتا لوران
غريتا لوران (بالإيطالية: Greta Laurent)‏ هي متزحلقة إيطالية، ولدت في 3 مايو 1992 في إفريا في إيطاليا.

## وصلات خارجية
- غريتا لوران على موقع الاتحاد الدولي للتزلج (التزلج الريفي) (الإنجليزية)
- غريتا لوران على موقع اللجنة الأولمبية الدولية (الإنجليزية)
- غريتا لوران على موقع أوليمبيديا (الإنجليزية)